# Im letzten Viertel des Mondes
Im letzten Viertel des Mondes (jap. 下弦の月 Kagen no Tsuki) ist eine Manga-Serie von Ai Yazawa. Sie erschien von 1998 bis 1999 in ungefähr 500 Seiten. Der Manga wurde ursprünglich vor allem für jugendliche Mädchen gezeichnet und ist damit der Shōjo-Gattung zuzuordnen.

## Handlung
Die 19-jährige Mizuki verlässt ihre Familie, um mit dem aus England stammenden Straßenmusiker Adam in einer verfallenen Villa zusammenzuleben. Mit ihrer Familie versteht sie sich nicht und von ihrem Freund trennt sie sich, nachdem er sie mit ihrer besten Freundin betrogen hat. Adam dagegen trauert seiner verstorbenen japanischen Freundin nach, die ein Grund dafür war, dass er nach Japan kam. Mizuki sieht in seinen Augen der verstorbenen Freundin ähnlich.
Eines Tages ist er spurlos verschwunden. Drei Tage später meldet er sich jedoch wieder und beide machen einen Treffpunkt aus. Auf dem Weg dorthin wird Mizuki auf einem Fußgängerüberweg überraschend von ihrem Ex angesprochen. Mizuki achtet deshalb nicht auf den Verkehr und wird von einem Auto angefahren.
Wenig später steht sie im Nebel vor einem sehr langen Zaun und weiß nicht, wohin. Plötzlich taucht ein Mädchen auf, das nach seiner entlaufenen Siamkatze sucht. Mizuki zeigt ihr den Weg zu der Katze, das Mädchen bedankt sich und ist verschwunden.
Hotaru wird aus dem Krankenhaus entlassen. Die Fünftklässlerin war auf der Suche nach ihrer verschwundenen Siamkatze von einem Auto angefahren worden und lag anschließend schwer verletzt drei Wochen im Krankenhaus. Das, woran sie sich jedoch am meisten erinnern kann, ist ein ungewöhnlicher immer wiederkehrender Traum von einem sehr langen Zaun und einem einsamen Mädchen.
Aus dem Krankenhaus entlassen, sucht sie ihre Katze immer noch. Schließlich glaubt sie, sie gefunden zu haben und folgt ihr zu einer verlassenen Villa. Doch es ist nicht ihre Katze, dafür findet sie jedoch in der Villa das Mädchen aus ihrem Traum wieder. Dieses kann sich zwar an Hotaru erinnern, aber ihren Namen weiß sie nicht, nur das sie jemanden names Adam sucht. Hotaru bringt ihre Freunde mit in das Haus, doch diese können das Mädchen nicht sehen. Sie erkennen, dass das Mädchen ein in diesem Haus gefangener Geist ist. Sie beschließen dem Mädchen zu helfen. Doch um sie zu erlösen, müssen sie Adam finden.
Bei ihren weiteren Recherchen finden Hotaru und ihre Freunde schließlich den wahren Namen des Mädchens heraus. Dabei stellen sie fest, dass Mizuki nicht tot ist, sondern im Krankenhaus seit ihrem Unfall im Koma liegt. Die Freunde wollen nun alles daran setzten, dass Mizukis Seele wieder in ihren Körper zurückkehrt und suchen nach Adam. Mizukis Geist erhält immer mehr Erinnerungen an ihr früheres Leben, doch diese Erinnerungen passen nicht mit ihrem wirklichen Leben zusammen. Schließlich erhalten sie durch Zufall einen Hinweis auf Adam, denn das einzige Album seiner Gruppe wird als CD wiederveröffentlicht. Als sie deshalb im Internet Recherchen anstellen, müssen sie erkennen, dass Adam vor 19 Jahren gestorben ist. Und Mizuki wird von den Erinnerungen von Adams damaliger Freundin heimgesucht.
Weitere Recherchen lassen schließlich erkennen, dass Adams damalige Freundin Sayaka Kamijo aufgrund einer Krankheit starb und dass Adam ihr in den Tod gefolgt ist. Mizuki entpuppt sich als Sayakas Wiedergeburt. Um Mizuki wieder in ihren Körper zurückzubringen, beschließen Hotaru und ihre Freunde ihr die Wahrheit zu sagen. Konfrontiert damit, dass Adam schon vor langer Zeit gestorben ist, verliert Mizukis Seele ihre Lebenskraft. Mizuki/Sayaka will Adam folgen. Ihre Seele wird schwächer und damit verschlechtert sich auch der Zustand von Mizukis Körper im Krankenhaus drastisch. Mizukis Seele gelangt schließlich an den Zaun, doch Adam, der hinter dem Zaun steht, erkennt, dass Mizuki noch ihr Leben vor sich hat und schickt sie wieder zurück, obwohl sie die Wiedergeburt seiner Freundin ist. Mizuki wacht schließlich im Krankenhaus auf, kann sich aber an die Geschehnisse nicht erinnern. Auch Hotaru und ihre Freunde erkennt sie nicht mehr. 
Hotaru beschließt, die Aufzeichnungen, die sie damals in dem verfallenen Haus gemacht haben zu vergraben und das Heft erst wieder ans Tageslicht zu holen, wenn sie 19 sind, dem Alter, in dem Sayako starb und in dem Mizuki war, als sie den Unfall hatte.

## Veröffentlichungen
Im letzten Viertel des Mondes erschien in Japan von 1998 bis 1999 in Einzelkapiteln im Manga-Magazin Ribon. Der Shūeisha-Verlag brachte diese im Magazin veröffentlichten Kapitel daraufhin auch in drei Sammelbänden heraus. 2004 erschien beim selben Verlag eine zweibändige Neuauflage.
Egmont Manga & Anime veröffentlichte von August 2007 bis Januar 2008 eine deutschsprachige Übersetzung der Sammelbände.

## Verfilmung
2004 kam in die japanischen Kinos eine Realverfilmung des Comics unter dem Titel Kagen no Tsuki – Last Quarter. Die Hauptrollen bekleideten Chiaki Kuriyama und Hyde.